# E313 (trasa europejska)
E313 – trasa europejska biegnąca przez Belgię. Zaliczana do tras kategorii B droga łączy Antwerpię z Liège. Jej długość wynosi 110 km.